# زاویه دو مستر
زاویه دو مستر (به فرانسوی: Xavier de Maistre) نویسنده و نقاش قرن هفده و هجده میلادی اهل فرانسه است. او برادر کوچکتر فیلسوف مشهور ژوزف دو مستر است.
مهمترین اثر دو مستر، رمانی است با عنوان سفر به دور اتاقم که در ۱۷۹۴ منتشر کرد. این اثر خودزندگی‌نامه‌ای ادیسه‌ای کمیک به سبک و سیاق آثار لارنس استرن است و نویسندگان بسیاری آن را از جمله شاهکارهای ادبیات جهان می‌دانند.

## جایگاه دو مستر در ادبیات جهان
سوزان سانتاگ درباره دو مستر می‌نویسد: «پایان قرن نوزدهم در حقیقت آغاز عصر جدید (مدرنیته) است. استرن، دیدرو، روسو... از نویسندگان درخشان این دوره تابان به شمار می‌روند و نویسنده دیگری که باید کشف شود، اگزویه دو مستر است.»